# Lophiostoma spireae
Lophiostoma spireae är en svampart som beskrevs av Ellis 1895. Lophiostoma spireae ingår i släktet Lophiostoma och familjen Lophiostomataceae.   Inga underarter finns listade i Catalogue of Life.